# Leopoldo Ortiz Climent
Leopoldo Ortiz Climent (Catadau, 13 de setembre de 1941) és un enginyer i polític valencià, diputat al Congrés dels Diputats, senador i diputat al Parlament Europeu.

## Biografia
Enginyer Agrònom i frigorista pel CNAM (París), becat en la Sorbona, diploma a Bolonya. Ha estat Professor Adjunt a la Càtedra d'Operacions Bàsiques d'Indústries Agrícoles i Termotécnica en l'Escola Tècnica Superior d'Enginyers Agrònoms de València (1970-1971 i 1971-1972), delegat del Ministeri d'Agricultura en l'Ambaixada de Londres (1972-1976) per al Regne Unit i Irlanda, delegat del Comitè de Gestió d'Exportació de Fruits Cítrics per a Regne Unit i Irlanda, adscrit a les Ambaixades de Londres i Dublín (1976-1978) i delegat del Comitè de Gestió de l'Exportació de Fruits Cítrics a Brussel·les per a tota la CEE i adscrit a les Ambaixades de Brussel·les, La Haia i París (1978-1982), director general del Comitè de Gestió de l'Exportació de Fruits Cítrics (1982-1989) i Membre del Comitè Consultiu d'Estructures Agràries de la Comissió d'Agricultura de la CEE (1983-1985).
Políticament, ha estat membre de la Junta Directiva Nacional del PP, del Comitè Executiu Provincial de València i Juntes Directives Provincial i Regional de València. Membre de la CSA de l'OTAN (1985-1987), assessor de la FAO des de 1982, Membre d'EUCOFEL i de la Comissió de la CEE negociadora del GATT (1978-1989 i 1990-1993).
El 1987 fou candidat al Parlament Europeu per Unió Valenciana, però no fou escollit; ocupà un escó d'europarlamentari pel PP de 1989 a 1993. Fou elegit diputat del Partit Popular per la província de València a les eleccions generals espanyoles de 1993 i senador per València a les eleccions generals espanyoles de 1996.